# USS Michael Monsoor (DDG-1001)
L'USS Michael Monsoor (DDG-1001) est un destroyer lance-missiles de la marine des États-Unis. Il est le second navire de la classe Zumwalt et le premier navire à prendre le nom du commando SEAL Michael A. Monsoor, un soldat américain décédé en Irak qui a reçu la Medal of Honor. Il doit entrer en service en 2019.

## Construction
La construction du Michael Monsoor a débuté en 2010. Sa quille fut posée le 23 mai 2013 au chantier naval Bath Iron Works (BIW) de Bath, dans l'État du Maine. Au 23 mai 2013, sa construction était achevée à plus de 60% pour une mise en service alors prévue en 2016.
Il quitte le 9 novembre 2018 le chantier Bath Iron Works et a mis le cap vers la Californie, sa mise en service étant prévue le 26 janvier 2019 à la base navale de Coronado.

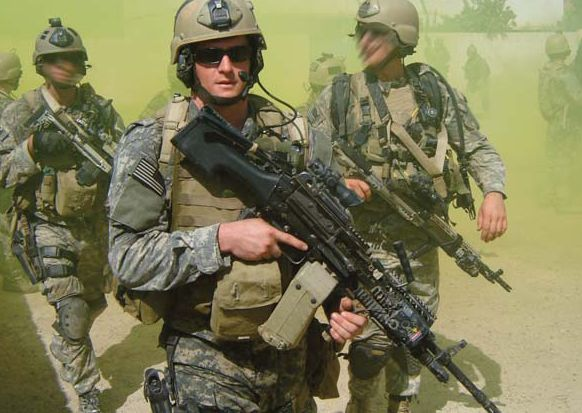
Michael Monsoor en 2006.